# Pyrausta bouveti
Pyrausta bouveti is een vlinder van de familie van de grasmotten (Crambidae). De wetenschappelijke naam van deze soort is voor het eerst voorgesteld door Pierre Viette in een publicatie uit 1981. De spanwijdte bedraagt 30 millimeter.
De soort komt voor op de Comoren (Grande Comore).